# Hermann J. Strenger
Hermann Josef Strenger (* 26. September 1928 in Köln; † 13. September 2016 in Leverkusen) war ein deutscher chemischer Kaufmann und von 1984 bis 1992 Vorstandsvorsitzender der Bayer AG in Leverkusen.

## Leben
Hermann J. Strenger wurde als Sohn eines Bayer-Mitarbeiters geboren und trat wie dieser am 1. April 1949 als kaufmännischer Lehrling in die Farbenfabriken ein, deren Zukunft damals noch ungeklärt war. Er arbeitete nach seiner Ausbildung in verschiedenen Abteilungen, hauptsächlich im Bereich Verkauf Chemikalien. Von 1954 bis 1957 arbeitete er in São Paulo am Aufbau der dortigen Niederlassung. Nach seiner Rückkehr absolvierte er weitere Schulungen und übernahm 1958 die Verantwortung für den Vertrieb von Kunst- und Gerbstoffen in Schweden.

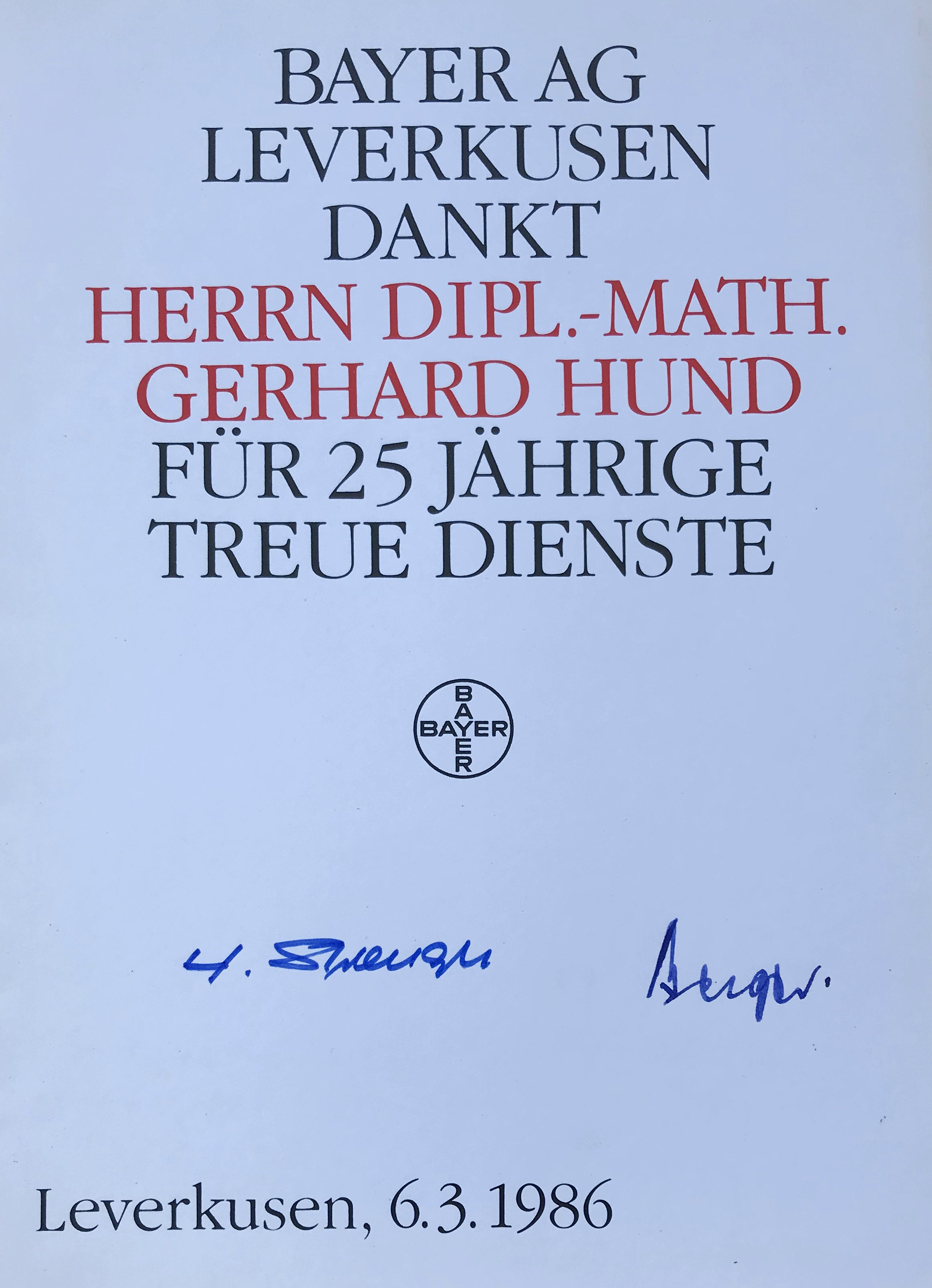
Urkunde mit Unterschrift Strenger

1961 wurde Strenger Verkaufsleiter Lackrohstoffe und 1963 ernannte man ihn mit 34 Jahren zum jüngsten Prokuristen der Firma. Sechs Jahre später wurde er Abteilungsdirektor. 1970 übernahm er die kaufmännische Direktion der Sparte Polyurethane und wurde für diese Sparte, den Zentralbereich Beschaffung und die Region Lateinamerika Sprecher im Vorstand. 1984 wurde er schließlich als erster Nichtchemiker zum Vorstandsvorsitzenden ernannt. Während seiner Amtszeit legte er Wert auf den Ausbau der Forschung und der internationalen Zusammenarbeit. Von 1987 bis 1993 war er Leiter des Kuratoriums der Carl-Duisberg-Gesellschaft. 1989 wurde die Hermann-Strenger-Stiftung zur Förderung internationaler Berufserfahrung gegründet.
1992 wechselte Strenger vom Vorstandsvorsitz in den Vorsitz des Aufsichtsrats, dessen Ehrenvorsitzender er seit 2002 war.
Strenger starb am 13. September 2016 kurz vor Vollendung seines 88. Lebensjahres und wurde nach den Exequien im Altenberger Dom am 23. September 2016 auf dem Friedhof Birkenberg in Leverkusen beigesetzt.